# RSTS/E
RSTS/E (Resource Sharing Time Sharing Extended) ist ein Betriebssystem, das ursprünglich von Digital Equipment Corporation (DEC) entwickelt wurde. Es war speziell für die PDP-11-Serie von Minicomputern konzipiert und bot ab den frühen 1970er Jahren eine Zeitteilungsumgebung, die es mehreren Benutzern ermöglichte, gleichzeitig Programme auf demselben System auszuführen. RSTS/E fand weite Verbreitung in Bildungsinstitutionen und Forschungszentren, wo es als robustes Mehrbenutzer-Betriebssystem geschätzt wurde.

## Geschichte
RSTS/E wurde erstmals 1970 als RSTS-11 veröffentlicht. Es war eine der ersten Implementierungen eines Mehrbenutzer-Betriebssystems auf DEC-Hardware und basierte auf dem Konzept des Zeitteilens (Time Sharing), das in dieser Zeit aufkam. In den frühen Versionen basierte RSTS auf DEC’s eigener FOCAL-Programmiersprache, später kam auch BASIC-PLUS als Programmiersprache hinzu, was die Benutzerfreundlichkeit erheblich verbesserte und die Popularität des Systems steigerte.
In den 1980er Jahren wurde RSTS/E weiterentwickelt und an die Fortschritte der PDP-11-Hardware angepasst, um zusätzliche Funktionen wie verbesserte Speichernutzung, Datei- und Druckerfreigabe und Unterstützung für verschiedene Peripheriegeräte zu bieten. Es wurde als sehr stabil und zuverlässig angesehen, besonders in Umgebungen, die große Mengen von Benutzern gleichzeitig unterstützen mussten.

## Architektur
RSTS/E ermöglichte es mehreren Benutzern, Programme in verschiedenen Programmiersprachen, darunter BASIC-PLUS und Assembler, zu schreiben und gleichzeitig auszuführen. Dies wurde durch das Time-Sharing-Prinzip erreicht, bei dem jedem Benutzer kleine Zeitscheiben auf der CPU zugewiesen wurden, um seine Prozesse auszuführen.
Das Dateisystem von RSTS/E war hierarchisch organisiert und bot grundlegende Funktionen zur Verwaltung von Benutzerdateien und Programmen. Es unterstützte Terminals, Drucker und andere Geräte, die über die PDP-11 angebunden werden konnten.

## Programmiersprachen und Anwendungsentwicklung
Ein hervorstechendes Merkmal von RSTS/E war die Unterstützung für mehrere Programmiersprachen, insbesondere BASIC-PLUS, das als eine Hauptsprache für Anwendungsentwicklungen diente. Viele Benutzer, vor allem in Bildungseinrichtungen, nutzten BASIC-PLUS, um Programme und Lernsoftware zu schreiben. Dies ermöglichte es Studenten und Wissenschaftlern, die Computerressourcen optimal zu nutzen, um Simulationen, Datenverarbeitung und andere Aufgaben durchzuführen.

## Niedergang und Erbe
Mit der Einführung leistungsfähigerer Hardware und neuerer Betriebssysteme wie VAX/VMS, das ebenfalls von DEC entwickelt wurde, und UNIX-basierter Systeme, verlor RSTS/E in den 1980er Jahren an Bedeutung. 1992 wurde die Entwicklung von RSTS/E offiziell eingestellt, obwohl es noch viele Jahre in verschiedenen Institutionen im Einsatz blieb.
RSTS/E hat jedoch einen wichtigen Platz in der Geschichte der Betriebssysteme eingenommen, insbesondere durch seine Rolle in der Förderung von Mehrbenutzerumgebungen und seiner Verfügbarkeit für relativ kostengünstige Hardware.